# Senhszi
Senhszi (Shaanxi) kiejtéseⓘ (kínai: 陕西, pinjin: Shǎnxī vagy Shaanxi, magyar átírás: Senhszi) a Kínai Népköztársaság tartománya. A hagyományos belső kínai területek északnyugati részén terül el. Tartományi székhelye és legnagyobb városa Hszian (Xi'an), melynek közelében találhatók a kínai halomsírok.

## Történelem
A tartomány a kínai civilizáció egyik bölcsője.  A mai tartományi székhely, Hszian (Xi'an), Kína egyik ősi fővárosa. A selyemút keleti végállomása volt.
A történelem egyik legpusztítóbb földrengése 1556. január 23-án volt Senhszi (Shaanxi) tartomány délkeleti részén. 830 ezer ember halt meg.
A Csing-dinasztia (Qing-dinasztia) idején sok ember vándorolt ki a nyugati határvidékre, a Hszincsiang-Ujgur Autonóm Terület (Xinjiang-Ujgur Autonóm Terület)re.
A kínai polgárháború idején a tartományban volt a hosszú menetelés végpontja. Jenan (Yan'an) városban szervezték meg a kínai kommunisták Mao Ce-tung (Mao Zedong) vezetésével államukat.

## Népesség
| 2010 | 37 327 378 |
| 2020 | 39 528 999 |